# 続へそくり社長
『続へそくり社長』（ぞくへそくりしゃちょう）は、1956年3月20日に東宝系で公開された日本映画。モノクロ。スタンダード。91分。
キャッチコピーは「へそくり浮気の最中に 会社を見事にへそくられ 泣きべそ社長の珍逆襲」。

## 概要
『へそくり社長』の続編にして『社長シリーズ』の第2作。プロローグでは、森繁久彌扮する田代社長による前作のあらすじが述べられる。

## スタッフ
- 製作：藤本真澄
- 脚本：笠原良三
- 監督：千葉泰樹
- 撮影：中井朝一
- 照明：岸田九一郎
- 美術：河東安英
- 録音：小沼渡
- 音楽：松井八郎
- 編集：大井英史
- 助監督：小松幹雄
- スチール：田中一清

## キャスト
- 田代善之助：森繁久彌
- 田代厚子：越路吹雪
- 福原未知子：八千草薫
- 福原イネ：三好栄子
- 小森信一：小林桂樹
- 大塚悠子：司葉子
- 大塚英一：井上大助
- 大塚みつ：英百合子
- 赤倉：古川緑波
- 悦子：沢村貞子
- 小野田：上原謙
- 岡本：太刀川洋一
- 経理部長：三木のり平
- 小鈴：藤間紫
- 花丸：一の宮あつ子
- たま子：二条雅子
- 澄子：小泉澄子
- 会社員A：山本廉

## ロケ地
- 紙パルプ会館（明和商事）
- 銀座東三丁目交差点
- 新橋駅東口
- 聖徳記念絵画館前
- 六義園

## 同時上映
『漫才長屋は大騒ぎ』
- 原案：秋田実／脚本：中川順夫／監督：山崎憲成／主演：ミヤコ蝶々